# Rat Island (St. Lucia)
Rat Island ist eine kleine unbewohnte Insel im Karibischen Meer 260 Meter vor der Nordwestküste des Inselstaates St. Lucia bei Vide Bouteille Point im Quarter Castries.
Die Insel ist eine Fortsetzung einer Anhöhe, die sich von Osten nach Westen, vom Zentrum der Insel, an die Küste zieht. Sie liegt vor der Siedlung Choc und teilt die Choc Bay in den Strand Vigie Beach und Choc Beach. Die Insel hat einen annähernd elliptischen Grundriss und misst 160 Meter von Osten nach Westen und erhebt sich nur wenig über den Meeresspiegel.